# 正司歌江
正司 歌江（しょうじ うたえ、本名：平井歌江、1929年〈昭和4年〉8月13日 - 2024年〈令和6年〉1月19日）は、日本の漫才師であり、漫才トリオ「かしまし娘」の長女である。

## 来歴・人物
旅役者だった両親の巡業先・北海道歌志内市で生まれと多くの出版物などに記載されているが、2003年（平成15年）6月18日に北海道天塩郡遠別町で行われた、遠別町民大学第1講座で正司が講演した際のことが掲載された「広報えんべつ」平成15年7月号によると遠別町字歌越（うたこし）生まれとある。正司はこのことを知らなかったらしく地元住民から告げられた。3歳で初舞台を踏む。1941年（昭和16年）頃、妹の正司照枝と組んだ姉妹コンビは天才少女漫才と喝采をあびた。1948年（昭和23年）にヒロポン中毒の男と駆け落ちし、照枝との姉妹コンビを解消。父親からも勘当される。その後、長野に逃げたものの再び連れ戻され、名古屋に転居。興行師の手引きで大阪に戻り、一時、難波のキャバレー「パラマウント」に勤めていたが、その興行師の紹介で富山で約10年間芸者として働く。1956年（昭和31年）、姉妹の元に戻り、かしまし娘を結成。三味線を担当。1981年（昭和56年）にかしまし娘の活動を休止した後は、女優としてテレビドラマやトーク番組、舞台演劇、映画、講演などで活躍している。
かしまし娘休止後は他のプロダクションに所属していたが、2007年（平成19年）に当時の所属事務所のアクターズプロモーションが倒産し、同年6月に松竹社長との会談で21年ぶりに松竹芸能に復帰したが、2009年（平成21年）3月に契約終了。2007年（平成19年）に客演したWAHAHA本舗に、2009年（平成21年）5月1日から正式入団。同年4月18日、WAHAHAの公演ポスター撮影中に転倒して腰椎を骨折。4月19日から入院し、5月6日に退院。かしまし娘と磯野貴理子らと出演する舞台「やかましい人々」で復帰した。
自身の少女期についてヒロポン中毒のすさんだ生活を回顧しているが、戦後の芸能界ではヒロポンが蔓延しており、ヒロポンを打たなければ芸人ではないというほどだった（1951年以前は使用も販売も合法だった）という。また、そうしたなかで暁伸・ミスハワイ、ミス・ワカサらはどれだけ勧められても敢然と拒否していたと振り返っていた。
なお、鈴鹿8耐に出場経験のある元オートバイレーサーで『欽ちゃんの仮装大賞』などを手がけるプロデューサーの平井秀和は歌江の息子である。
2024年（令和6年）1月19日、老衰のため大阪府の自宅で死去。94歳没。最晩年は体調不良となり、約2年前から寝たきりで療養していたという。

## 受賞歴
- 1996年（平成8年）：大阪市文化功労表彰を受賞。
- 1999年（平成11年）：文化庁長官表彰を受賞。

## 出演

### テレビドラマ
- 素浪人 花山大吉 第5話「あわれ十五の春だった」（1969年、NET）
- 鬼平犯科帳（八代目松本幸四郎版） 第2シリーズ  第3話「兇賊」（1971年、 NET /  東宝） - おもん 役
- 必殺シリーズ（ABC / 松竹）
  - 必殺仕置人 第10話「ぬの地ぬす人ぬれば色」（1973年） - お仙 役
  - 助け人走る 第16話「掏摸大一家」（1973年） - お浜 役
  - 新・必殺仕事人 第33話「主水 粗食に我慢する」（1982年） - おしの 役
- 花ぐるま（1974年、NHK）
- 京まんだら（1975年、MBS）
- 連続テレビ小説（NHK)
  - おはようさん（1975年） - 殿村つや子 役
  - だんだん（2008 - 2009年） - 須賀小百合 役
- 河内まんだら（1977年、NHK） - 加代 役
- 大江戸捜査網 第361話「白州に咲いた母子草」（1978年、12ch）
- 疾風同心（1978年、12ch） - おかね 役
- 風鈴捕物帳（1978年、ANB） - 松 役
- 銭形平次（1980年、CX）
  - 第702話「夢を見た風来坊」
  - 第732話「浮かれ男が落ちた罠」
- 大河ドラマ（NHK)
  - 峠の群像（1982年） - くめ 役
  - 新選組!（2004年） - 久 役
- 土曜ワイド劇場（ANB）
  - 寝台特急あかつき殺人事件（1983年）-「小料理かよ」店主
  - タクシードライバーの推理日誌 第15作「二つの顔を持つ乗客」（2001年） - 水嶋初江 役
- 火曜サスペンス劇場（NTV）
  - 松本清張の坂道の家（1983年、松竹） - 寺島夫人 役
  - 獣の償い（1984年、映像プロデュース） - 桐谷多喜 役
  - 女弁護士・高林鮎子 第25作「瀬戸内を渡る死者」（1999年、東映）
- 水戸黄門 第15部 第30話「男度胸の木曽節仁義 -木曽福島-」（1985年、TBS） - おたみ 役
- 大岡越前 第9部 第4話「襲われた御用金」（1985年、TBS） - 荒物屋の婆さん
- 暴れん坊将軍II 第113話「花の吉原 人質新さん!」（1985年、ANB / 東映） - お蔦 役
- ドラマ女の手記「女子刑務官物語」（1986年、TX / キネマ東京）
- 太陽にほえろ! 第664話「マイコンがトシさんを撃った!」（1985年、NTV） - 竹内陽子の母 役
- ガキ大将がやってきた（1987年、TBS）
- 花ちりめん（1989年、YTV）
- 花真珠（1990年、YTV / 宝塚映像）
- 花友禅（1991年、YTV/ 宝塚映像）
- 愛情物語（1992年、YTV） - 水島文江 役
- 裸の大将 第55話「清の桃太郎鬼退治」（1992年、KTV / 東阪企画） - マツ 役
- 菊亭八百善の人びと 幻の高級江戸料理!美人女将の細腕繁盛記（1994年2月3日、テレビ朝日）
- 夏は秘密がいっぱい!（1994年、TBS）
- 藏（1995年） - お郁 役
- 白衣のふたり（1998年） - 鈴石初江 役
- 森繁久彌ドラマスペシャル・おじいさんの台所（1997年） - 前川さん 役
- 金曜エンタテイメント（CX）
  - ドーラク弁護士（1999年） - 十和田光子
  - 恐妻家探偵の事件帖（2000年） - 上条彩乃
- 万引きGメン・二階堂雪（TBS）
  - 第5作「嫉妬」（2000年） - 安西佳代
  - 第10作「ねたみ」（2003年） - 黒川芳子
- ズッコケ三人組3（2001年、ETV）
- TRICK2（2002年、ANB）
- おみやさん1（2002年、ANB）
- 女と愛とミステリー 「文書鑑定人 白鳥あやめの事件ファイル」（2002年6月9日、BSジャパン / 6月12日、TX） - 塚本房江
- 金曜エンタテイメント 「女ざかり!!区役所の名探偵3」（2002年） - 大藪カネ子
- 月曜ミステリー劇場「税務調査官・窓際太郎の事件簿10」（2003年、TBS） - 玉村勝江
- はぐれ刑事純情派 新春スペシャル 「さよなら林刑事…生きるんだ…」（2004年、EX）
- Deep Love アユの物語（2004年、TX） - 菊田千代乃（おばあちゃん） 役
- 月曜ゴールデン / 佐用姫伝説殺人事件（2006年、TBS）
- その男、副署長 Season1（2007年） - 柏木静枝 役
- 土曜ドラマスペシャル / キルトの家（2012年、NHK） - 下田美代 役
- TBS年末スペシャルドラマ / 赤めだか（2015年、TBS） - 志らくの祖母 役[7]

### 映画
- 天下の快男児（1966年、松竹)
- ボクは五才 (1970年、大映)  -アパート管理人の妻
- 夜の手配師 すけ千人斬り（1971年、東映） - 光子
- 東京大空襲 ガラスのうさぎ（1979年、共同映画全国系列会議） - 大崎のおばさん
- 神様のくれた赤ん坊（1979年、松竹） - 房江
- 海燕ジョーの奇跡（1984年、松竹富士）  - 琉球食堂の女将ヤス子
- 姐御（1988年、東映）  - 浩の母
- 悲しきヒットマン（1989年、東映）  - 食堂女主人役
- 押忍!!空手部（1990年、松竹）  - お好み焼き屋のおばちゃん
- 百合祭（2001年、百合祭上映委員会）- 毬子梅香
- 旅の贈りもの 0:00発（2006年、パンドラ） - 浜川裕子

### CM
- 『皇潤』（エバーライフ）
- 『こうはらの舞昆』

## 著書
- 女やもン！（二見書房）
- 正司歌江の地獄極楽かみひとえ（日本放送出版協会）